# Diocesi di Amblada
La diocesi di Amblada  (in latino Dioecesis Ambladensis) è una sede soppressa del patriarcato di Costantinopoli e una sede titolare della Chiesa cattolica.

## Storia
Amblada, identificabile con Hisartepe (o Hisar Tepesi) presso Kızılca nel comune di Seydişehir in Turchia, è un'antica sede episcopale della provincia romana della Licaonia nella diocesi civile di Asia. Faceva parte del patriarcato di Costantinopoli ed era suffraganea dell'arcidiocesi di Iconio.
La diocesi è documentata nelle Notitiae Episcopatuum del patriarcato di Costantinopoli fino al XII secolo.
Sono sette i vescovi noti di questa antica sede episcopale, che presero parte ai diversi concili e sinodi del primo millennio. Il primo vescovo documentato è Patrizio, che fu presente al primo concilio di Nicea del 325; Patrizio sottoscrisse gli atti tra i vescovi della Pisidia, in quanto la provincia di Licaonia fu istituita solo verso il 371. Nel 381 Severo figura tra i padri presenti al concilio ecumenico di Costantinopoli. Al concilio di Calcedonia del 451 il vescovo Diomede era assente; gli atti dell'ultima solenne sessione del 25 ottobre furono sottoscritti, al suo posto, dal metropolita Onesiforo di Iconio. Il vescovo Pietro prese parte al sinodo di Costantinopoli celebrato nei mesi di maggio e giugno 536, durante il quale furono condannati Severo di Antiochia e i suoi sostenitori, l'ex patriarca Antimo, il monaco siriano Zoora e Pietro di Apamea.
Al concilio detto concilio in Trullo nel 692 fu presente il vescovo Eustazio, mentre al secondo concilio di Nicea (787) partecipò il vescovo Costantino. Infine Giovanni assistette al concilio di Costantinopoli dell'879-880 che riabilitò il patriarca Fozio.
Dal 1933 Amblada è annoverata tra le sedi vescovili titolari della Chiesa cattolica. Il titolo finora è stato assegnato in una sola occasione, a Eldon Bernard Schuster, vescovo ausiliare di Great Falls, nominato vescovo della stessa diocesi il 2 dicembre 1967.

## Cronotassi

### Vescovi greci
- Patrizio † (menzionato nel 325)
- Severo † (menzionato nel 381)
- Diomede † (menzionato nel 451)
- Pietro † (menzionato nel 536)
- Eustazio † (menzionato nel 692)
- Costantino † (menzionato nel 787)
- Giovanni † (menzionato nell'879)

### Vescovi titolari
- Eldon Bernard Schuster † (30 ottobre 1961 - 2 dicembre 1967 nominato vescovo di Great Falls)